# Belvédère (architecture)
Pour les articles homonymes, voir belvédère.

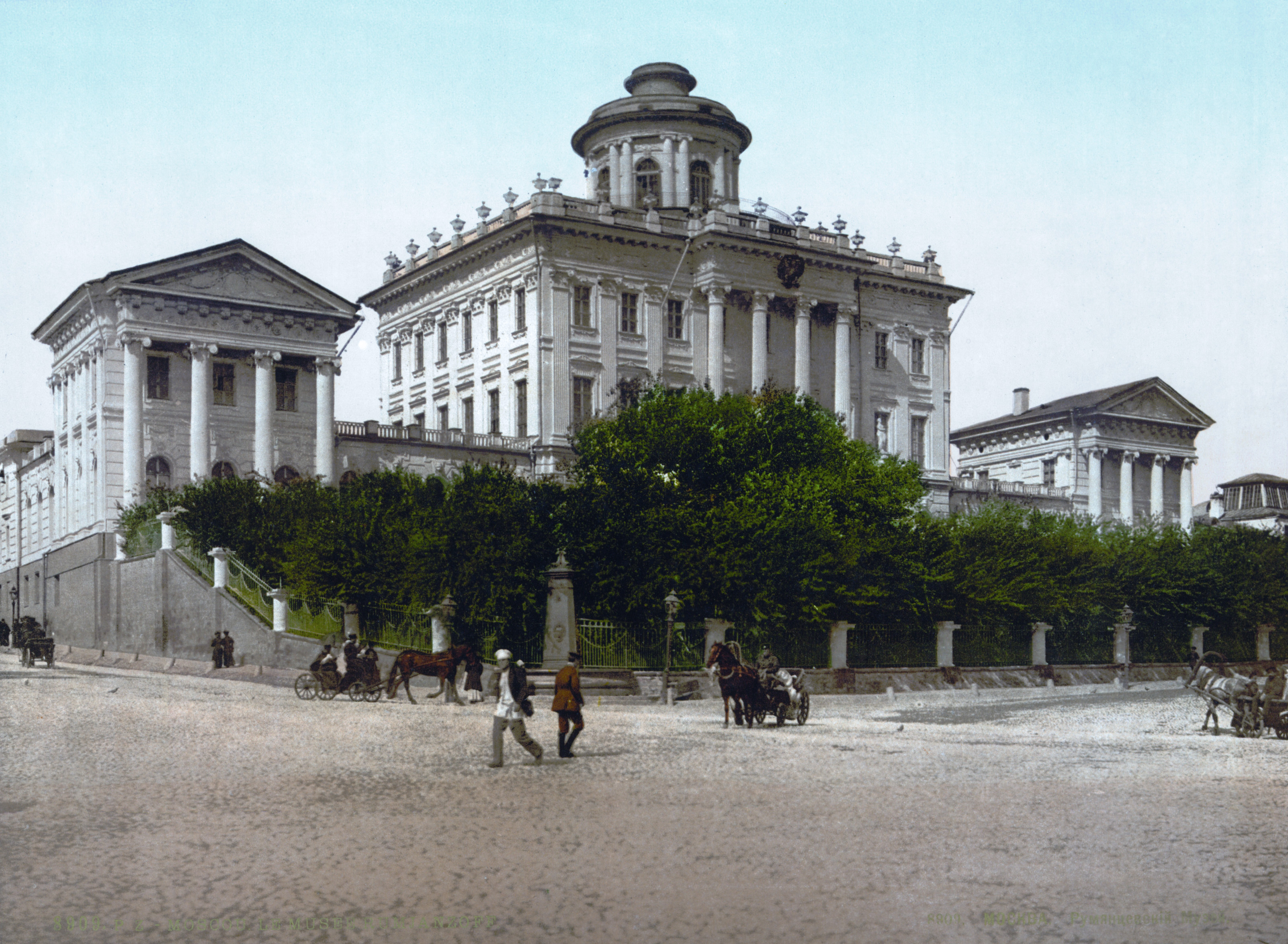
La maison Pachkov à Moscou (XVIIIe siècle) est dominée par un belvédère.

Un belvédère (de l'italien bello vedere, signifiant « belle vue », littéralement « beau voir ») est une construction pavillonnaire de type terrasse ou plateforme établie en un lieu surélevé, comportant une table d'orientation afin d’admirer le champ de la vue qui s'étend au loin. Par extension, il s'agit aussi d'un élément architectural qui peut être ou non en forme de rotonde, au-dessus du toit d'une demeure, pour admirer la vue. Ce type de belvédère était fort en vogue à l'époque néoclassique.
Associé à la notion d'horizon et d'altitude, le belvédère concrétise sur le plan architectural une position dominante, celle qui permet de voir et d'observer.

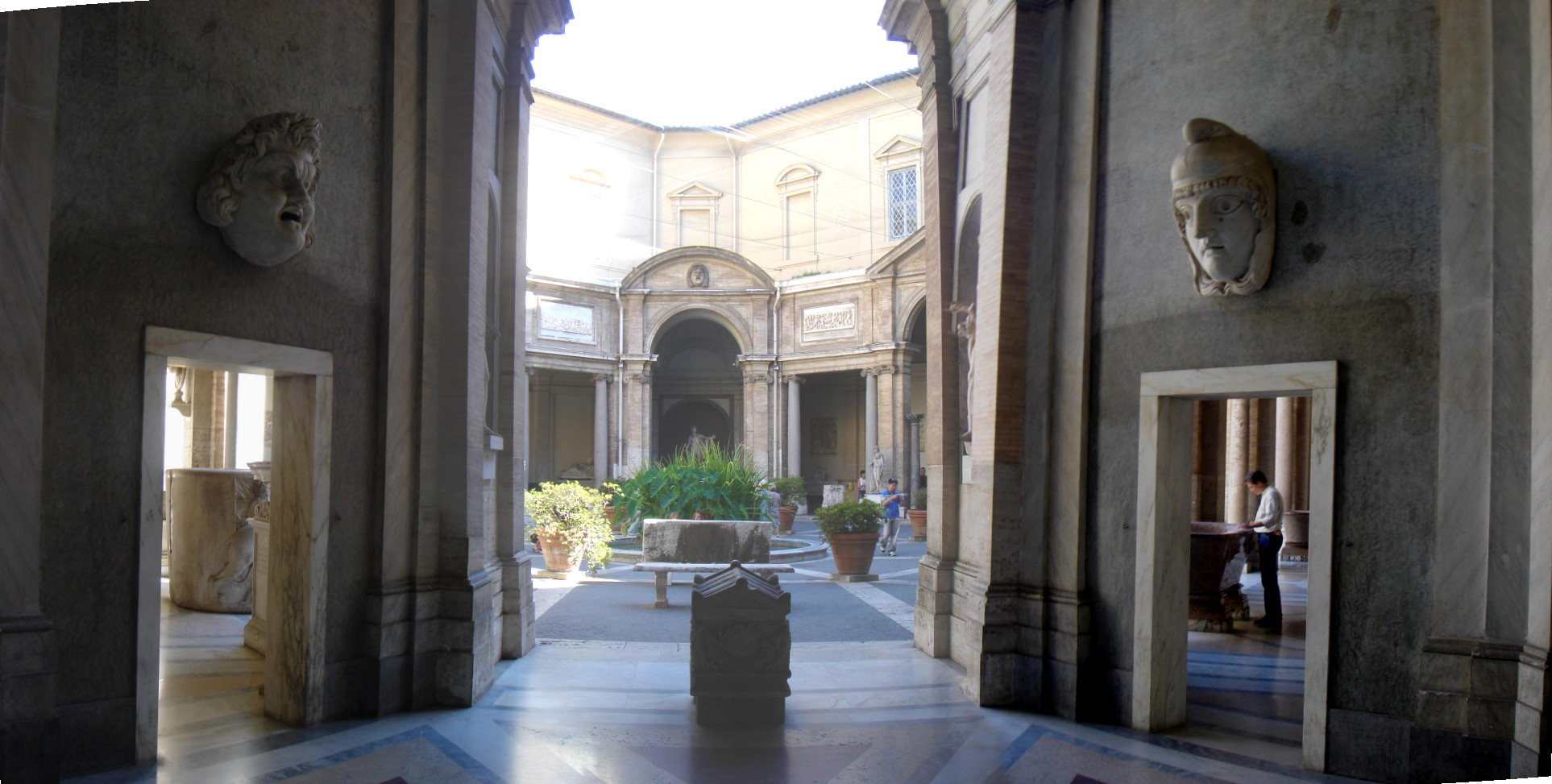
Patio du palais du Belvédère au Vatican.

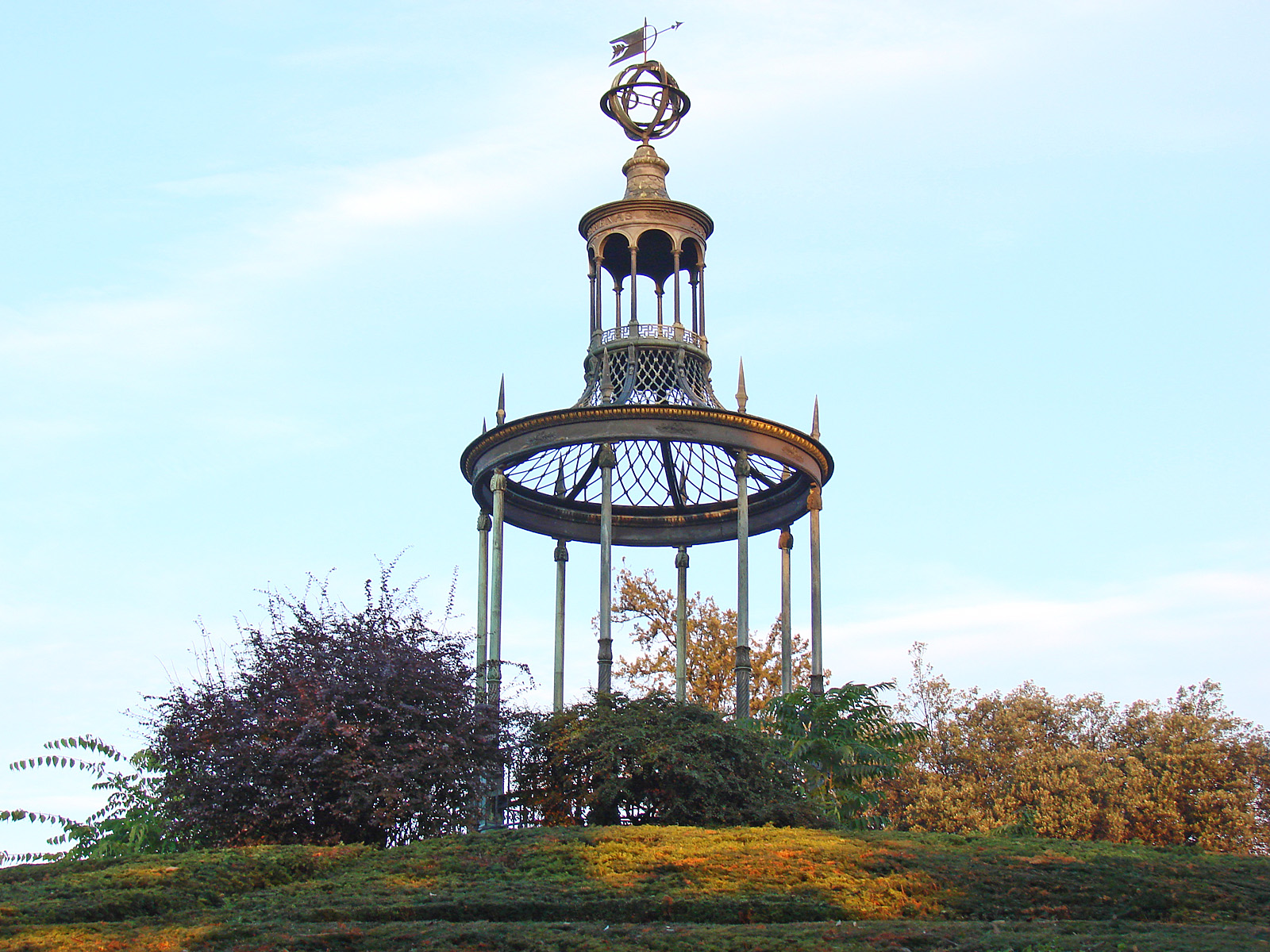
Gloriette de Buffon dans le jardin des Plantes de Paris.

Un belvédère baroque typique est celui de Vienne. Dès lors qu'une construction propose une vue, même restreinte, il est courant de la désigner comme un « belvédère ». Ainsi Le Belvédère est le nom de la maison du compositeur Maurice Ravel située à Montfort-l'Amaury.